# Invasão mongol da Rússia
A invasão mongol da Rússia foi uma invasão empreendida por um vasto exército de nômades mongóis iniciada em 1223 contra os Estados da Rússia de Kiev. Tal invasão precipitou a fragmentação da Rússia de Kiev e influenciou o desenvolvimento da História Russa, incluindo a ascensão do principado de Moscou.
Como parte da Invasão mongol da Europa, o Império Mongol invadiu a Rússia de Kiev no século XIII, destruindo inúmeras cidades, incluindo Riazã, Kolomna, Moscovo, Vladimir e Kiev.
A campanha começou pela Batalha do Rio Calca em Maio de 1223, que resultou em uma vitória mongol sobre as forças de diversas principados da Rus. Os mongóis recuaram, mesmo assim. Uma invasão completa da Rus' por Batu Cã aconteceu de 1237 a 1242. A invasão acabou com o processo de sucessão após a morte de Oguedai Cã. Todos os principados de Rus' foram forçados a se submeter à dominação indígena e se tornar parte do Império da Horda Dourada, em alguns desses principados a dominação durou até 1480.
A invasão, facilitada pelo começo da queda da Rus de Kiev no século XIII, teve ramificações incalculáveis para a história do Leste Europeu, incluindo a divisão dos eslavos em três grupos separados: Na atual Rússia, na atual Ucrânia e Bielorrússia, e a ascensão do Grão-Principado de Moscou.

## Pré-invasão
Enquanto enfrentava um processo de fragmentação, Rus de Kiev enfrentou uma erupção inesperada de inimigos estrangeiros da região misteriosa do Extremo Oriente. "Por nossos pecados", escreve o cronista Rus' anônimo da época, "nações desconhecidas chegaram. Ninguém sabe sua origem ou de onde vieram, ou que religião praticam. Isto só é sabido por Deus, e talvez para homens sábios aprendem em livros".
Os príncipes da Rus' primeiro ouviram doa chegada dos guerreiros mongóis pelos nômades cumanos. Antes conhecidos por pilhar assentamentos na fronteira, agora preferiam relações pacíficas, advertindo seus vizinhos: "Esses terríveis estrangeiros tomaram nosso país, e amanhã tomarão o seu se não vierem nos ajudar". Em resposta ao chamado, Mistislau, o Ousado e Mistislau III de Kiev juntaram forças e partiram ao Leste para encontrar seus inimigos, levando, no dia 1 de Abril de 1223 à Batalha do Rio Kalka.
Apesar dessa derrota ter deixado os principados de Rus' à mercê dos invasores, as forças mongóis recuaram e só reapareceram treze anos depois, tempo que os principados passaram lutando como antes, até que foram surpreendidos por uma nova e ainda mais formidável força invasora.

## Invasão de Batu Cã
O vasto exército mongol de cerca de 25 000 cavaleiros arqueiros, comandados por Batu Cã e Subutai, cruzaram o Rio Volga e invadiram a Bulgaria do Volga ao fim de 1236. Levando apenas um mês para extinguir a resistência dos fracos Bulgária do Volga, Cumanos-Quipechaques e Alanos.

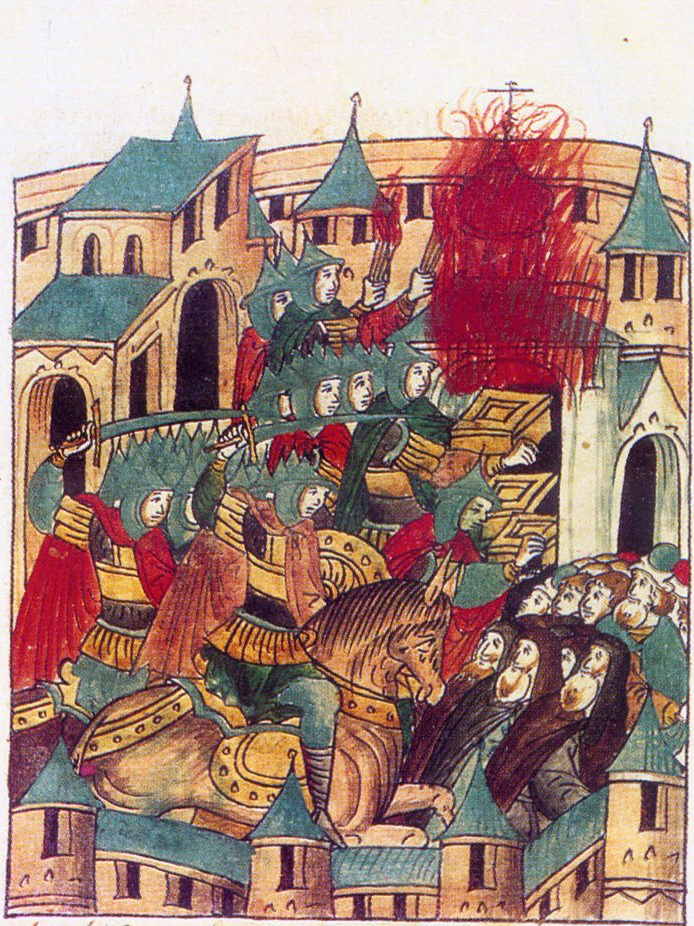
Saque de Susdália por Batu Cã Em Fevereiro de 1238.

Em Novembro de 1237, Batu Cã enviou para a corte de Yuri II de Vladimir uma demanda de submissão. Um mês depois, a horda sitiou Riazã. Depois de seis dias de sangrenta batalha, a cidade foi completamente aniquilada e seus habitantes assassinados. Alarmado pelas notícias, Yuri II mandou seus filhos para deter os invasores, mas foram derrotados e correram por suas vidas. Tendo queimado Kolomna e Moscou, a horda sitiou Vladimir no dia 4 de Fevereiro de 1238. Três dias depois, a capital de Vladimir-Susdália foi tomada e queimada. A família real se foi com o fogo, enquanto o grão-príncipe recuou para o Norte. Cruzando o Volga, conseguiu novo exército, que foi totalmente aniquilado pelos mongóis, na Batalha do Rio Sit em 4 de Março.

Batu Cã, então, dividiu seu exército em unidades menores, que saquearam quatorze cidades da atual Rússia: Rostov, Uglitch, Jaroslávia, Costroma, Kashin, Sknyatino, Gorodets, Galich, Pereslávia, Yuriev-Polsky, Dmitrov, Volokolamsk, Tuéria e Torzhok. Armas de cerco chinesas foram usadas pelos mongóis para transpassar as muralhas das cidades. A mais difícil de tomar foi a pequena cidade de Kozelsk, no qual o jovem Vasily, filho de Titus, e os habitantes, resistiram aos mongóis por sete semanas, matando 4 000. As únicas grande cidades a escapar da destruição foram Novogárdia e Pescóvia. Os mongóis planejaram avançar até Novgorod, mas o principado se rendeu antes, sendo poupado de um destino mais cruel.

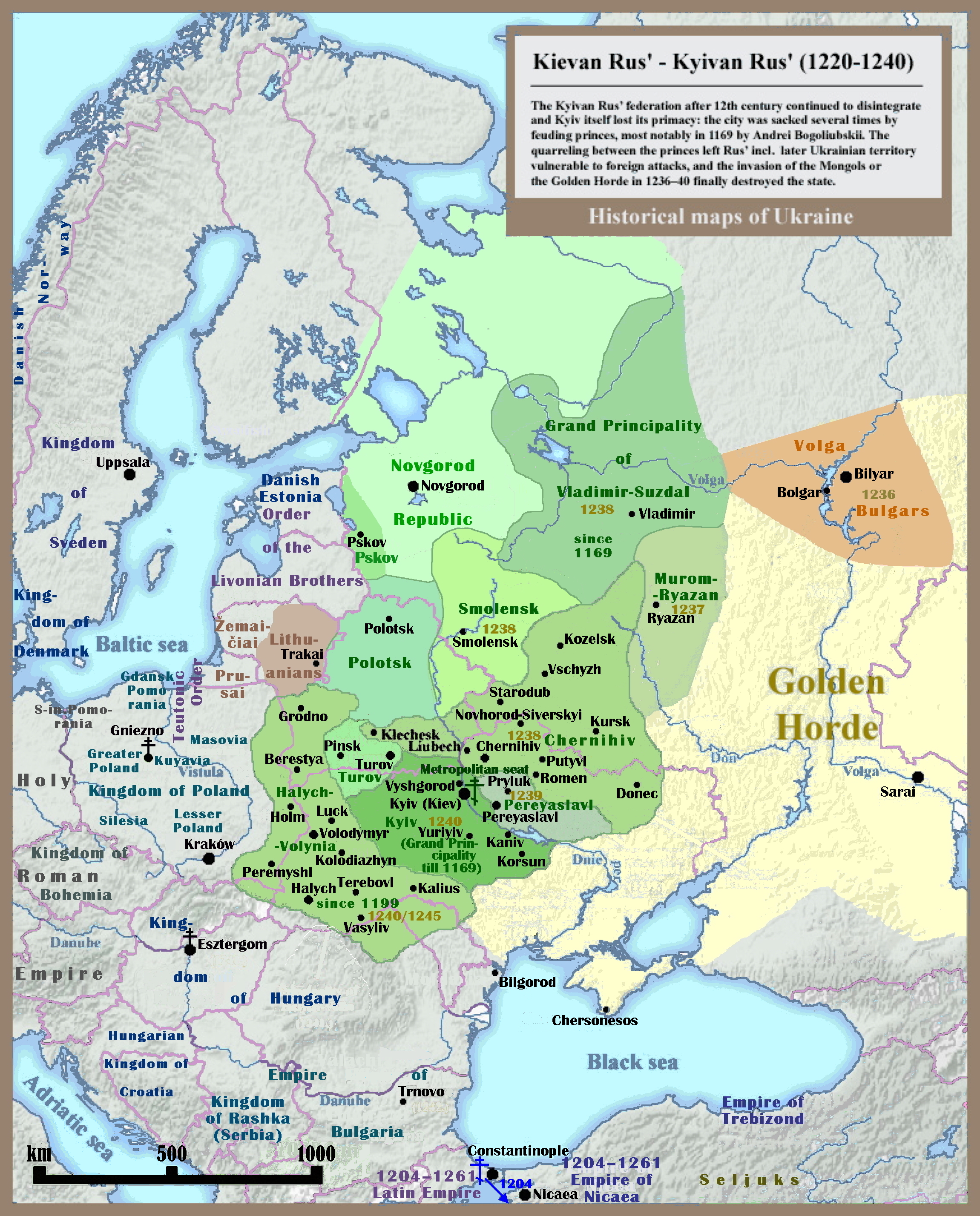
Máxima extensão e principados da Rus de Kiev, 1220–1240. Esses principados incluíam Vladimir-Susdália, Smolensk, Czernicóvia e Riazã, o último anexado pelo Grão-Principado de Moscou em 1521.

Em meados de 1238, Batu Cã devastou a Crimeia e pacificou a Mordóvia. No inverno de 1239, saqueou Czernicóvia e Pereiaslave. Após vários dias de cerco, a horda marchou à Kiev em Dezembro de 1240. Apesar da resistência de Daniel da Galícia, Batu Cã conseguiu tomar duas das principais cidades, Aliche e Volodimíria. Os mongóis resolveram, então, "atingir o oceano supremo", onde eles não poderiam prosseguir, e invadiram a Hungria e a Polônia. Batu Cã capturou Peste, e no Natal de 1241, Esztergom.

## Influência da sociedade da Rus'
Historiadores debatem a influência do domínio mongol na sociedade da Rus' no longo prazo. Os mongóis são culpados pela destruição das cidades, a quebra da nacionalidade em três componentes e a introdução do conceito de "despotismo oriental" à Rússia. Mas, também são creditado pelo papel importante no desenvolvimento moscovino como Estado. Sob ocupação mongol, por exemplo, Moscou desenvolveu sua hierarquia "mestnichestvo", correios (baseado no sistema mongol "Örtöö"), censo, sistema fiscal e organização militar.
O período de domínio mongol sobre a Rus' incluiu significante contato cultural e interpessoal entre as classes dominantes mongóis e russas. Em 1450, a língua tártara havia se tornou moda na corte do Grão-príncipe de Moscou, Basílio, que foi acusado de amor excessivo aos tártaros e sua língua, e muitos nobres russos adotaram sobrenomes tártaros (por exemplo, um membro da família Veliamanov adotou o nome turco "Aksak" e seus descendentes se tornaram os Aksakovs) Muitas famílias boiares traçaram suas origens dos mongóis ou tártaros, incluindo Veliaminov-Zernov, Godunov, Arseniev, Bakhmetev, Bulgakov e Chaadaev (descendentes do filho de Gêngis Cã, Chagatai). Na Rússia do século XVII, mais de 15%  das famílias nobres russas tinham origens tártaras e orientais.